# Picotet cellablanc
El picotet cellablanc (Sasia ochracea) és una espècie d'ocell de la família dels pícids (Picidae) que habita el sotabosc de la selva humida i zones de bambú, a les terres baixes i muntanyes fins als 2000 m, del nord i est d'Índia, Myanmar, Tailàndia i Indoxina.